# امین‌آباد (بیجار)
امین‌آباد (بیجار)، روستایی از توابع بخش چنگ الماس شهرستان بیجار در استان کردستان ایران است.

## جمعیت
این روستا در دهستان خسروآباد قرار دارد و براساس سرشماری مرکز آمار ایران در سال ۱۳۸۵، جمعیت آن ۴۳ نفر (۱۱خانوار) بوده‌است. مردم روستا به زبان کردی صحبت می کنند و دارای مذهب شیعه دوازده امامی هستند.

### اشتغال
مردم این روستا به کشاورزی مشغول هستند و از محصولات این روستا میتوان به گندم، نخود، انگور و سنجد و علوفه دام اشاره کرد.